# Leigné-sur-Usseau

Leigné-sur-Usseau este o comună în departamentul Vienne, Franța. În 2009 avea o populație de 459 de locuitori.